# Le Retour de Godzilla (film, 1984)
Pour les articles homonymes, voir Le Retour de Godzilla.
Série Heisei
Godzilla (film, 1954) Godzilla vs Biollante
(1989)
Pour plus de détails, voir Fiche technique et Distribution.
Le Retour de Godzilla (ゴジラ, Gojira) est un film japonais réalisé par Kōji Hashimoto, sorti en 1984. C'est le 16e film de la série des Godzilla. Une version doublée en anglais et fortement remaniée du film est produite pour le marché américain en 1985 sous le titre Godzilla 1985 (en).

## Synopsis
Seul rescapé de l'attaque d'un navire de pêche par des insectes géants, Hiroshi Okumura révèle que ces monstres ont été libérés à la suite du réveil d'un monstre géant, qu'il reconnaît comme étant un Godzilla. Ce dernier détruit un sous-marin nucléaire russe dont il se nourrit de l'énergie, jusqu'à atteindre la taille de 80 mètres. Il se dirige ensuite vers Tokyo.

## Fiche technique
- Titre : Le Retour de Godzilla
- Titre original : ゴジラ (Gojira?)
- Titre anglais : The Return of Godzilla
- Réalisation : Kōji Hashimoto
- Scénario : Hideichi Nagahara (ja)
- Production : Norio Hayashi, Kiyomi Kanazawa et Tomoyuki Tanaka
- Musique : Reijirō Koroku, The Star Sisters (Goodbye Godzilla)
- Photographie : Kazutami Hara
- Montage : Yoshitami Kuroiwa (ja)
- Décors : Akira Sakuragi (ja)
- Effets spéciaux : Teruyoshi Nakano (ja)
- Sociétés de production : Tōhō
- Sociétés de distribution : Tōhō (Japon), New World Pictures (États-Unis), Entertainment One (Royaume-Uni), Metropolitan Films (France)
- Pays d'origine :  Japon
- Langue : japonais, russe, anglais
- Format : couleur - 2,35:1 - Dolby - 35 mm
- Genre : action, science-fiction, kaiju eiga
- Durée : 103 minutes
- Dates de sortie : 
  - Japon : 15 décembre 1984[1]
  - Belgique : 12 mars 1985

## Distribution
- Ken Tanaka : Goro Maki
- Yasuko Sawaguchi : Naoko Okumura
- Yōsuke Natsuki : Dr. Hayashida
- Keiju Kobayashi : Premier Ministre Mitamura
- Shin Takuma : Hiroshi Okumura
- Eitarō Ozawa : Ministre de l'Économie Kanzaki
- Taketoshi Naitō : secrétaire du chef de cabinet Takegami
- Mizuho Suzuki : Ministre des Affaires Étrangères Emori
- Junkichi Orimoto : directeur général de l'Agence de Défense
- Hiroshi Koizumi : géologue Minami
- Kei Satō : rédacteur en chef Gondo
- Takenori Emoto : rédacteur Kitagawa
- Sho Hashimoto : capitaine du Super X
- Nobuo Kaneko : Ministre de l'Intérieur Isomura
- Kunio Murai : secrétaire Henmi
- Yoshifumi Tajima : directeur général de l'environnement Hidaka
- Shigeo Katō : capitaine de navire
- Kōji Ishizaka : garde de la centrale électrique
- Tetsuya Takeda : Bum
- Kenpachirō Satsuma : Godzilla

## Autour du film
- L'acteur Akihiko Hirata, qui jouait le Dr. Serizawa dans le premier Godzilla, devait reprendre son rôle pour cette nouvelle version, mais est malheureusement mort d'un cancer peu de temps avant le début du tournage.
- Hormis l'original, c'est le premier film de la série où Godzilla ne se bat pas contre un autre monstre.

## Distinctions
- 1986 : prix de la révélation de l'année pour Yasuko Sawaguchi et prix des meilleurs effets spéciaux pour Teruyoshi Nakano (ja), lors des Japan Academy Prize[2]

## Version américaine
Godzilla 1985 (en), une version américaine fortement remaniée de ce film et produite par la Tōhō et New World Pictures est sortie pour le marché américain en août 1985. D'une durée de 91 minutes et réalisée par R.J. Kizer, cette version doublée en anglais comprend des extraits de La Submersion du Japon (1973) et de La Fin du monde d'après Nostradamus (en) (1974), ainsi que des passages additionnels où figure notamment l'acteur Raymond Burr. Les prix de la pire révélation de l'année (Godzilla) et du pire second rôle masculin (Raymond Burr) sont décernés au film lors des Razzie Awards 1986.